# Prijevoj Brenner
Prijevoj Brenner (njem. Brennerpass, kratko de. Brenner; tal. Passo del Brennero) je planinski prijevoj preko Alpa koji čini granicu između Italije i Austrije. To je jedan od glavnih prijevoja istočnih Alpa i ima najnižu nadmorsku visinu među alpskim prijevojima u tom području.
Mliječna goveda tijekom ljeta pasu na planinskim pašnjacima u dolinama ispod prijevoja i na obroncima planina. Na nižim nadmorskim visinama se sijeku borovi, sade usjevi i žanje sijeno za zimsku stočnu hranu. Mnogi visoki pašnjaci nalaze se na nadmorskoj visini od preko 1,500 metara; mali broj njih je na oko 2,000 metara.
Središnji dio prijevoja Brenner pokriva autocestu s četiri trake i željezničku prugu koja povezuje Bozen/Bolzano na jugu i Innsbruck na sjeveru. Selo Brenner sastoji se od outlet trgovačkog centra (supermarketi i trgovine), voćarnica, restorana, kafića, hotela i benzinske postaje. Ima 400 do 600 stanovnika (po stanju iz 2011.).

## Etimologija
Starije, zastarjele teorije upućivale su na vezu imena Brenner s drevnim plemenom Breuni ili galskim poglavicom Brennusom, ali budući da se ime prijevoja prvi put pojavljuje tek u 14. stoljeću, mnogo je vjerojatnija novija etimologija. Prenner je izvorno bio naziv obližnje farme, koja je i sama dobila ime po bivšem vlasniku. Farma izvjesnog Prenneriusa spominje se u dokumentima 1288. godine, izvjesni Chunradus Prenner de Mittenwalde spominje se 1299. godine. Njemačka riječ Prenner vjerojatno se odnosi na nekoga tko koristi tehniku "Posijeci-i-spali" za čišćenje zemlje. Ime za sam prijevoj prvi put se pojavljuje 1328. godine kao ob dem Prenner (njemački iznad Prennera).

## Povijest

### Rimsko carstvo
Rimljani su uredili planinski prijevoj kod Brennera, koji je već bio često korišten tijekom prapovijesti od najnovijeg ledenog doba. Prijevoj Brenner, međutim, nije bio prva transalpska rimska cesta koja je postala regulirana pod Rimskim Carstvom.
Prva rimska cesta koja je presijecala alpski lanac, Via Claudia Augusta, povezivala je Veronu u sjevernoj Italiji s Augustom Vindelicorum (današnji Augsburg) u rimskoj provinciji Raetia. Via Augusta dovršena je 46.–47., a ruta je vodila duž doline Adige do susjednog prijevoja Reschen (zapadno od prijevoja Brenner), zatim se spuštala u dolinu Inn, te se penjala na prijevoj Fern prema Augsburgu.
Rimska cesta koja je fizički prelazila preko prijevoja Brenner nije postojala sve do 2. stoljeća nove ere. Krenula je "istočnom" rutom kroz dolinu Puster i spustila se u Veldidenu (današnji Wilten), gdje je prešla Inn i ušla u Zirl i stigla u Augsburg preko Füssena.
Alemani (germansko pleme) prešli su prijevoj Brenner prema jugu u današnju Italiju 268. godine nove ere, ali su zaustavljeni u studenom te godine u bitci kod jezera Benacus . Rimljani su zadržali kontrolu nad planinskim prolazom do kraja svog carstva u 5. stoljeću.

### Sveto Rimsko Carstvo
Tijekom visokog srednjeg vijeka, prijevoj Brenner bio je dio važne Via Imperii, carske ceste koja je povezivala Kraljevinu Njemačku sjeverno od Alpa s talijanskom markom Verona. U karolinškom Divisio Regnorum iz 806., regija Brenner nazvana je per alpes Noricas, tranzit kroz Noričke Alpe. Od 12. stoljeća prijevoj Brenner kontrolirali su tirolski grofovi unutar Svetog Rimskog Carstva. Car Fridrik Barbarossa često je koristio prijevoj Brenner za prelazak Alpa tijekom svojih carskih pohoda u Italiju. Prijevojem Brenner su u 12. stoljeću  prolazile karavane kola s mazgama.
Modernizacija prijevoja Brenner započela je 1777. godine, kada je po nalogu carice Marije Terezije uređena kolnička cesta.

### Austrijsko Carstvo
Modernizacija se dalje odvijala pod Austrijskom Carstvom i Brennerskom željeznicom, koja je dovršena u fazama od 1853. do 1867. godine. Postala je prva prekoalpska željeznica bez velikog tunela i na velikoj nadmorskoj visini (prelazi prijevoj Brenner na 1371 m). Dovršetak željezničke pruge omogućio je Austrijancima da učinkovitije premještaju svoje trupe; Austrijanci su se nadali da će osigurati svoje teritorije Venecije i Lombardije (južno od Alpa), ali su ih izgubili od Italije nakon Drugog talijanskog rata za neovisnost 1859. i Austrijsko-pruskog rata 1866.

### Nedavna povijest
Na kraju Prvog svjetskog rata 1918., kontrolu nad Brennerskim prolazom podijelile su Italija i Austrija prema Ugovoru iz Saint-Germain-en-Laye (1919.). Londonski ugovor (1915.) potajno je dodijelio Italiji teritorije južno od prijevoja Brenner zbog potpore silama Antante. Welschtirol/Trentino, zajedno s južnim dijelom Tirolske županije (danas Južni Tirol), prebačen je u Italiju, a talijanske su trupe okupirale Tirol i stigle do prijevoja Brenner 1919. do 20.
Tijekom Drugog svjetskog rata Adolf Hitler i Benito Mussolini sastali su se na prijevoju Brenner kako bi proslavili svoj Čelični pakt 18. ožujka 1940. Kasnije, 1943. godine, nakon talijanskog primirja sa Saveznicima, Brennerski prijevoj je anektirala nacistička Njemačka, pomičući granicu s Talijanskom socijalnom Republikom, nacističkom marionetskom državom na čelu s Mussolinijem, mnogo južnije. Godine 1945. područje je okupirala američka vojska, a nakon kraja rata je vraćeno Italiji. Prijevoj Brenner bio je dio štakorskih kanala koje su koristili visoko-pozicionirani nacisti koji su bježali od saveznika nakon njemačke predaje 1945. godine.
Nakon Drugog svjetskog rata, prijevoj je ponovno postao granica između Italije i nove neovisne Republike Austrije, te je zadržao svoju važnost kao ključni trgovački put. Dana 1. siječnja 1995. u Austriji je na snagu stupio Schengenski sporazum, koji je Italija ratificirala 26. listopada. Kao posljedica toga, ukinute su granične provjere na prijelazu Brenner za robu i ljude između dviju zemalja. Dana 19. studenoga 1995. službeno je ukinuta granična barijera između Italije i Austrije na Brenneru, komemoraciji kojoj su nazočili austrijski ministar unutarnjih poslova Karl Schlögl, talijanski ministar unutarnjih poslova Giorgio Napolitano te guverneri Innsbrucka i Bolzana.

## Autocesta
Autocesta E45 (europska oznaka; u Italiji A22, u Austriji A13), Brenner Autobahn/Autostrada del Brennero, počinje u Innsbrucku, prolazi kroz Brenner Pass, Bozen/Bolzano, Veronu i završava izvan Modene. To je jedan od najvažnijih pravaca povezivanja sjevera i juga u Europi.
Nakon potpisivanja Schengenskog sporazuma 1992. i ulaska Austrije u Europsku uniju 1995. godine, carinske i useljeničke postaje na prijevoju Brenner uklonjene su 1997. godine. Međutim, Austrija je ponovno uvela granične provjere 2015. kao odgovor na europsku migrantsku krizu. U travnju 2016. Austrija je najavila da će izgraditi 370 metara dugu ogradu na prijevoju, ali je pojasnila da bi se "ona koristila samo za "usmjeravanje" ljudi, a ne kao prepreka".
Europabrücke (Europski most), smješten otprilike na pola puta između Innsbrucka i prijevoja Brenner, veliki je betonski most preko šestotračne autoceste Brenner preko doline rijeke Sill (Wipptal). S visinom od 180 metara i rasponom od 820 metara, most se, nakon dovršenja 1963. godine, smatrao remek-djelom inženjerstva. To je mjesto gdje je bungee jumping s mosta postao popularna turistička atrakcija.
Međutim, stalno rastući teretni promet i promet za razonodu uzrokuju duge prometne gužve u prometnim razdobljima čak i bez graničnih mjera. Prijevoj Brenner jedini je veći planinski prijelaz u ovom području; druge obližnje alternative su pješačke staze preko viših planina na nadmorskoj visini iznad 2,000 metara. Kao rezultat toga, zagađenje zraka i buka izazvali su žestoku raspravu u regionalnoj i europskoj politici. Prema podacima iz 2004., oko 1,8 milijuna kamiona godišnje je prelazilo most Europa.

## Željeznička pruga
Kako bi se olakšao cestovni promet, planira se nadograditi brennerska željeznica od Verone do Innsbrucka s nizom tunela, uključujući i tunel ispod Brennera. Iako je službena ceremonija početka izgradnje tunela obavljeno 2006. (s istražnim tunelima izbušenim iste godine), značajni radovi nisu započeli sve do 2011. Problemi s financiranjem odgodili su planirani datum završetka tunela s 2022. na ne prije 2032.

## Vanjske poveznice
- Brenner Pass . Encyclopædia Britannica (engleski). 11th izdanje. 1911
- Webcam Brenner Pass